# Paweł Korzeniowski
Pour les articles homonymes, voir Korzeniowski.
Paweł Korzeniowski, né le 9 juillet 1985 à Oświęcim, est un nageur polonais.

## Palmarès

### Jeux olympiques
- Jeux olympiques de 2004 à Athènes (Grèce) :
  - 4e du 200 mètres papillon
- Jeux olympiques 2008 à Pékin (Chine) :
  - Participation
- Jeux olympiques 2012 à Londres (Royaume-Uni) :
  - 7e sur 200 mètres papillon.

### Championnats du monde
- Championnats du monde 2003 à Barcelone (Espagne) :
  - 8e du 1 500 mètres

- Championnats du monde 2005 à Montréal (Canada) :
  -  Médaille d'or du 200 mètres papillon

- Championnats du monde en petit bassin 2008 à Manchester (Royaume-Uni) :
  -  Médaille de bronze du 200 mètres papillon

- Championnats du monde 2009 à Rome (Italie) :
  -  Médaille d'argent du 200 mètres papillon

- Championnats du monde 2013 à Barcelone (Espagne) :
  -  Médaille d'argent du 200 mètres papillon

- Championnats du monde en petit bassin 2014 à Doha (Qatar) :
  -  Médaille de bronze du 200 mètres papillon

### Championnats d'Europe
Grand bassin
- Championnats d'Europe 2006 à Budapest (Hongrie) :
  -  Médaille d'or du 200 m papillon

- Championnats d'Europe 2010 à Budapest (Hongrie) :
  -  Médaille d'or du 200 m papillon

- Championnats d'Europe 2014 à Berlin (Allemagne) :
  -  Médaille de bronze du 200 m papillon

Petit bassin
- Championnats d'Europe 2003 à Dublin (Irlande) :
  -  Médaille de bronze sur 200 m papillon

- Championnats d'Europe 2004 à Vienne (Autriche) :
  -  Médaille d'argent du 200 m papillon
  -  Médaille de bronze sur 200 m nage libre
  -  Médaille de bronze sur 400 m nage libre

- Championnats d'Europe 2009 à Istanbul (Turquie) :
  -  Médaille d'argent du 200 m papillon

- Championnats d'Europe 2011 à Szczecin (Pologne) :
  -  Médaille de bronze du 400 m nage libre

- Championnats d'Europe 2013 à Herning (Danemark) :
  -  Médaille d'argent du 200 m papillon

### Autres
- Médaille d'or lors des Universiades 2005 sur 200 mètres papillon